# Zamia amplifolia
Zamia amplifolia är en kärlväxtart som beskrevs av Hort. Bull och Maxwell Tylden Masters. Zamia amplifolia ingår i släktet Zamia och familjen Zamiaceae. IUCN kategoriserar arten globalt som akut hotad. Inga underarter finns listade i Catalogue of Life.